# Шёнфельд (Брюссов)
Шёнфельд (нем. Schönfeld) — община в Германии, в земле Бранденбург.
Входит в состав района Уккермарк. Подчиняется управлению Брюссов (Уккермарк). Население составляет 633 человека (на 31 декабря 2010 года). Занимает площадь 29,03 км².
| Год  | Население |
| ---- | --------- |
| 2005 | 722       |
| 2010 | 650       |